# Falcon 9
Falcon 9 là một loại tên lửa đẩy 2 tầng được thiết kế bởi công ty SpaceX có trụ sở tại California, Hoa Kỳ. Dòng tên lửa đẩy Falcon 9 phát triển qua năm phiên bản: Falcon 9 v1.0, Falcon 9 v1.1, Falcon 9 v1.2, Falcon 9 Block 4 (Đã ngừng sử dụng) và hiện tại là Falcon 9 Block 5. Các phiên bản Falcon 9 FT (1.2, Block 4, Block 5) được tối ưu để có thể hạ cánh và tái sử dụng tầng 1 của tên lửa.
Cả hai tầng của phương tiện đều sử dụng các động cơ tên lửa đốt hỗn hợp Oxi lỏng (LOX - Liquid Oxygen) và dầu Kerosene tên lửa (RP-1). Tầng 1 được thiết kế để có thể tái sử dụng, trong khi tầng 2 thì không. Các phiên bản của Falcon 9 được đánh giá nằm trong các phương tiện quỹ đạo có tải trọng tầm trung và tầm lớn. Phiên bản hiện tại của Falcon 9 FT là Block 5 có thể tải đến 22800 kg (50,300 lbs) đến LEO, và 8,300 kg (18,300 lbs) hàng hóa đến GTO.
Falcon 9 kết hợp với tàu vũ trụ Dragon dành hợp đồng Dịch vụ Tiếp tế Thương mại (Commercial Resupply Services - CRS) của NASA để vận chuyển hàng hóa đến Trạm Không Gian Quốc tế (ISS) dưới chương trình Dịch vụ Vận chuyển Quỹ đạo Thương mại (Commercial Orbital Transportation Program - COTS). Nhiệm vụ tiếp tế đầu tiên đến ISS được phóng vào tháng 10 năm 2012. SpaceX dự định nâng tiêu chuẩn của Falcon 9 lên vận chuyển hành khách, đáp ứng với Chương trình phát triển vận tải hành khách thương mại (Commercial Crew Development Program - CCDev) của NASA.
Phiên bản đầu tiên 1.0 được phóng 5 lần trước khi ngừng sử dụng năm 2013. Phiên bản 1.1 được phóng 15 lần từ đầu năm 2013 cho đến tháng 1 năm 2016. Phiên bản Full Thrust được sử dụng từ tháng 12 năm 2015 đã trải qua nhiều thay đổi và cải tiến. Bản nâng cấp Block 5 của Full Thrust là thay đổi lớn cuối cùng của dòng tên lửa Falcon 9, tăng tải trọng, độ an toàn cho vận tải hành khách và số lần tái sử dụng tầng một. Block 5 được phóng lần đầu vào tháng 5 năm 2018, là phiên bản duy nhất còn đang được sử dụng trong dòng Falcon 9. Falcon Heavy là biến thể tên lửa đẩy hạng nặng, sử dụng ba tầng một của Full Thrust đã bay thử thành công vào tháng 2 năm 2018.

## Phát triển và chế tạo

### Kinh phí
Trong khi SpaceX sử dụng tiền của chính công ty để phát triển loại tên lửa trước đó, Falcon 1, sự phát triển của Falcon 9 được đẩy mạnh bởi nguồn vốn từ một số quỹ phát triển và tiền từ các hợp đồng bay thử nghiệm của NASA. Dự án bắt đầu từ số tiền đặt cọc từ chương trình COTS vào năm 2006. Các chi tiết chính xác của hợp đồng được rút ra từ Hiệp định Vũ trụ của Hoa Kỳ cho phép NASA làm việc và mua bán với bất cứ tổ chức và cá nhân nào có khả năng giúp NASA thực hiện nhiệm vụ không gian của mình là: "để phát triển và thực nghiệm dịch vụ vận chuyển quỹ đạo thương mại" bao gồm việc mua trước ba lần bay thử. Tổng số tiền của hợp đồng trao cho SpaceX là $278 triệu USD được sử dụng để giúp công ty phát triển tàu Dragon, Falcon 9, và đồng thời là kinh phí bay thử cho tàu Dragon trên tên lửa Falcon 9. Năm 2011, một số mục tiêu được đề ra thêm cho dự án, đưa tổng số tiền lên $396 triệu USD.
NASA sau đó trở thành khách thuê quan trọng nhất cho tên lửa năm 2008, khi tổ chức này mua cùng lúc 12 đợt phóng tiếp tế - các đợt phóng chỉ được phép thực hiện sau khi các nhiệm vụ bay thử COTS đầu tiên thành công và được cho là hoàn thành tốt - đến Trạm Không gian Quốc tế-ISS. Hợp đồng với giá $1,6 tỷ USD, là cho tối thiểu 12 nhiệm vụ để đưa hàng hóa và hàng tiếp tế đến và từ trạm.

Musk đã nhiều lần nói rằng nếu không có số tiền từ NASA, thời gian phát triển của dự án sẽ lâu hơn rất nhiều. SpaceX tuyên bố về hợp đồng của NASA có nói:
SpaceX được đến ngày hôm nay là do xây dựng trên những thành tựu vĩ đại của NASA, được có NASA là khách hàng quan trọng nhất cho tên lửa, cũng như là nhận được những giúp đỡ về mặt kỹ thuật và học tập trong quá trình phát triển. SpaceX muốn trao lời cảm ơn đặc biệt đến văn phòng chương trình COTS vì sự hỗ trợ liên tục và đã dẫn dắt chúng tôi suốt quãng đường. Chương trình COTS đã cho thấy được sức mạnh của sự hợp tác giữa công và tư, chúng tôi rất nóng lòng muốn thấy thành quả tuyệt vời trong mà đội sẽ làm được tương lai.
Năm 2011, SpaceX dự đoán tổng kinh phí phát triển Falcon 9 v1.0 nằm ở tầm $300 triệu USD. NASA kiểm duyệt rằng nếu sử dụng phương pháp hợp đồng vốn cộng lời truyền thống thì số tiền ấy sẽ nằm ở mức $3,6 tỷ USD cho đến $4 tỷ USD, trong khi việc hỗ trợ chương trình thương mại có thể hạ số tiền phải chi xuống còn $1,7 tỷ USD. Năm 2014, SpaceX cho xuất bản tổng gộp kinh phí phát triển cho cả Falcon 9 và tàu vũ trụ Dragon. NASA hỗ trợ $396 triệu USD trong khi SpaceX tự sử dụng khoảng $450 triệu USD tiền của chính công ty để tiếp tục phát triển hai loại phương tiện.
Năm 2017, phiên điều trần trước Quốc hội Hoa Kỳ của SpaceX cho thấy phương thức khác thường của NASA là chỉ đặt ra các yêu cầu về vận chuyển hàng hóa lên trạm vũ trụ trong khi để ngành công nghiệp tự quyết định chi tiết đã tạo thuận lợi cho SpaceX tự thiết kế và chế tạo tên lửa Falcon 9 với chi phí ít hơn đáng kể. Thông qua những thống kê của NASA được xác nhận độc lập, tổng số tiền bỏ ra cho hai chương trình phát triển tên lửa Falcon 1 và Falcon 9 là xấp xỉ $390 triệu USD.

### Phát triển
SpaceX ban đầu dự định sẽ bắt đầu thiết kế một tên lửa với trọng tải tầm trung sau tên lửa hạng nhẹ Falcon 1, tên là Falcon 5. Năm 2005, SpaceX tuyên bố thay đổi mục tiêu và thay vào đó sẽ tiến hành phát triển mẫu mới là Falcon 9, "một phương tiện phóng có khả năng tái sử dụng hoàn toàn với khả năng mang trọng tải lớn", và trước hết đã ký hợp đồng với một khách hàng thuộc chính phủ. Falcon 9 được miêu tả có khả năng phóng trọng lượng 9.500 kg (21.000 lbs) đến quỹ đạo tầm thấp Trái Đất, và ước tính sẽ tiêu $27 triệu USD mỗi lần phóng với nón mũi cao 3,7 m (12 ft), và $35 triệu USD với nón mũi 5,2 m (17 ft). SpaceX đồng thời cho biết một phiên bản nặng hơn của Falcon 9 với trọng tải tối đa khoảng 25.000 kg (55.000 lbs). Falcon 9 được thiết kế với tầm bay đến LEO, GTO cũng như là cả hàng hóa và phi hành gia đến ISS.

### Thử nghiệm
Hợp đồng COTS ban đầu của NASA yêu cầu chuyến bay thử đầu tiên của Falcon phải diễn ra vào tháng 9 năm 2008, và hoàn thành tốt cả ba nhiệm vụ thử nghiệp vào tháng 9 năm 2009. Vào tháng 2 năm 2008, kế hoạch cho lần phóng thử nghiệm COTS đầu tiên của Falcon 9/Dragon bị chậm sáu tháng cho đến Quý I, 2009. Theo Elon Musk, sự phức tạp của công việc phát triển và các thủ tục hành chính cho lần phóng ở Mũi Canaveral là một trong những nguyên nhân dẫn đến sự chậm trễ này.
Thử nghiệm đa động cơ (với hai động cơ chính kết nối đến tầng 1 hoạt động cùng lúc) diễn ra thành công vào tháng 1 năm 2008, dẫn đến hàng loạt những cuộc thử nghiệm sau cho đến lúc tên lửa Falcon 9 hoàn thành xuất sắc thử nghiệm toàn bộ (9) động cơ hoạt động xuyên suốt thời gian nhiệm vụ (178 giây) ở tầng 1 vào ngày 22 tháng 11 năm 2008. Tháng 10, 2008, tầng 1 hoàn chỉnh đầu tiên hoàn tất thử nghiệm toàn động cơ tại giá thử nghiệm động cơ của SpaceX tại McGregor, Texas. Tháng 11, 2008, SpaceX tiến hành thử nghiệm động cơ đầu tiên của tầng 2, kéo dài 40 giây, diễn ra hoàn hảo. Ngày 2 tháng 1 năm 2010, tầng 2 bắt đầu thực nghiệm giai đoạn tạo quỹ đạo, đốt động cơ toàn thời gian nhiệm vụ (329 giây) tại khu thử nghiệm McGregor. Khối tên lửa được lắp ráp và đưa đến bãi phóng để bắt đầu tích hợp vào đầu tháng 2 năm 2010, SpaceX ban đầu ra kế hoạch phóng vào ngày 22 tháng 3 năm 2010, thế nhưng họ dự đoán thời gian tích hợp và thử nghiệm có thể kéo dài từ một đến ba tháng.
Ngày 25 tháng 2 năm 2010, tên lửa đầu tiên của SpaceX được dựng lên trên Khu Phóng 40, Mũi Canaveral, ngày 9 tháng 3, SpaceX tiến hành đốt động cơ trên bãi - thử nghiệm mà động cơ sẽ được đốt mà không bay. Thực nghiệm phải dừng lại lúc T-2 (2 giây trước khi thử) vì lỗi trong hệ thống thiết kế để bơm Helium áp suất cao từ bãi phóng vào các bơm turbine của tầng 1 để quay máy bơm chuẩn bị cho lúc phóng. Các báo cáo sau này cho thấy lỗi xảy ra khi một van điều khiển không nhận được lệnh để mở. Vấn đề nằm ở chính bãi phóng mà không phải tên lửa và đã không xảy ra ở khu thử nghiệm tại McGregor, do tại đó có thiết kế van dẫn hoàn toàn khác. Người ta còn thấy có lửa và khói ở gốc tên lửa, dẫn đến một số nghi hoặc cho rằng động cơ bị cháy. Tuy nhiên, lửa và khói là kết quả bình thường của việc đốt cháy phần dư còn lại của Oxi lỏng và hỗn hợp nhiên liệu có trong hệ thống trước lúc bay, và không hề có thiệt hại nào cho tên lửa và cả bãi phóng. Tất cả các hệ thống của tên lửa cho đến lúc xảy ra lỗi đều vận hành tốt. Thử nghiệm sau đó vào ngày 13 tháng 3 thành công, đốt tất cả chín động cơ tầng 1 trong vòng 3.5 giây.
Chuyến bay đầu tiên bị hoãn từ tháng 3 năm 2010 đến tháng 6 do Không Quân kiểm duyệt hệ thống hoãn bay của Falcon 9. Lần bay đầu tiên ban đầu bắt đầu vào lúc 1:30 chiều giờ EDT, thứ 6, ngày 4 tháng 6 năm 2010 (1730 UTC). Chuyến bay sớm bị hủy giây lát sau khi đốt động cơ và tên lửa hoãn bay thành công. Nhân viên mặt đất phục hồi lại tên lửa và cuối cùng, lúc 2:45 chiều giờ EDT (1845 UTC) cùng ngày: Falcon 9 cất cánh lần đầu tiên. Chuyến bay thứ hai của Falcon 9, nhiệm vụ bay thử COTS đầu tiên, cất cánh ngày 8 tháng 12 năm 2010.

### Chế tạo

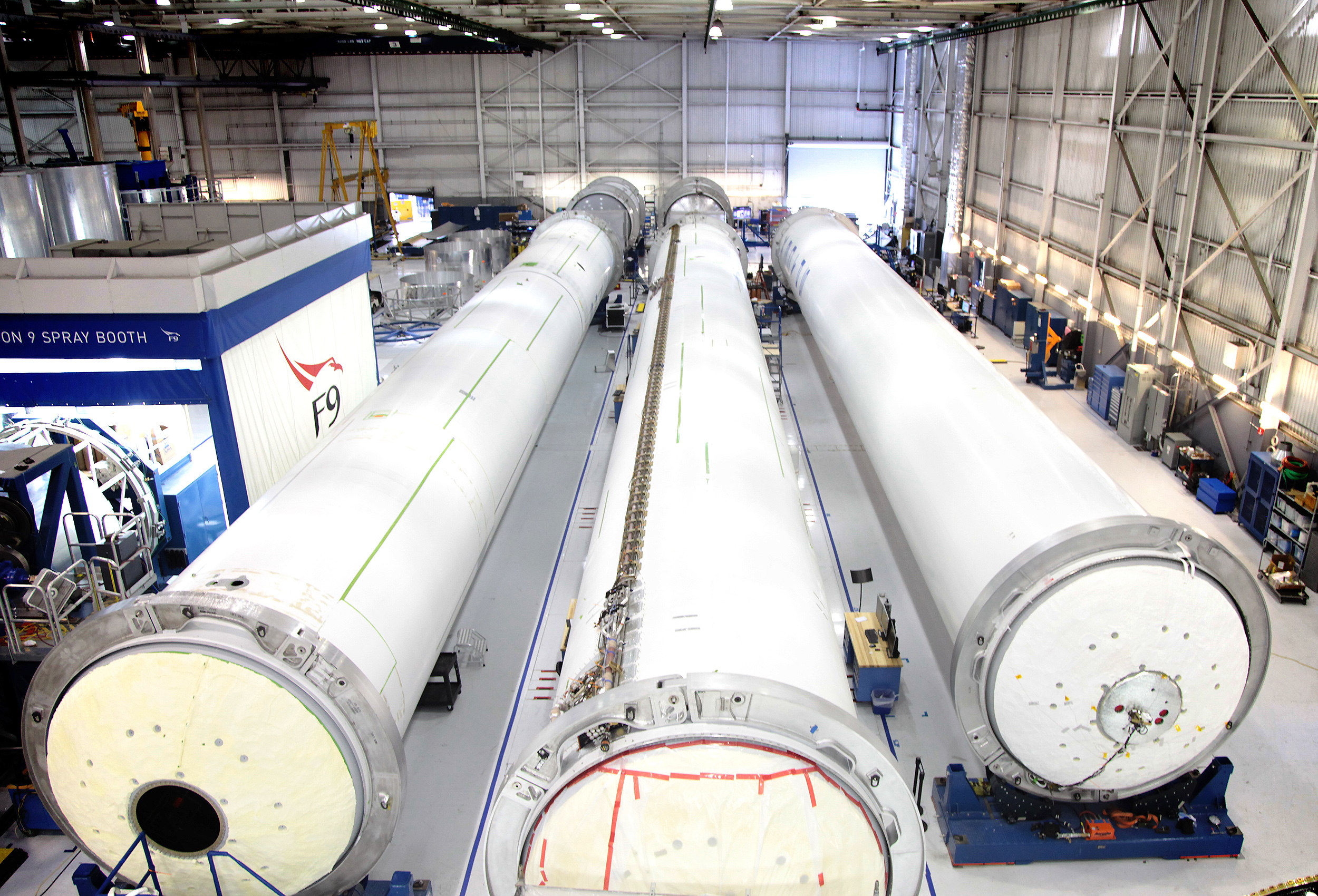
Chế tạo lõi Falcon 9 tại cơ sở Hawthorne của SpaceX

Tháng 12, 2010, dây chuyền sản xuất của SpaceX chế tạo được một tên lửa Falcon 9 (và một tàu Dragon) mỗi 3 tháng, với kế hoạch sẽ tăng gấp đôi năng suất mỗi 6 tuần. Đến tháng 9 năm 2013, tổng diện tích khu chế tạo của SpaceX đã gần 1.000.000 feet vuông (93.000 m²), nhà máy cũng được nâng cấp để đạt được năng suất tối đa là 40 lõi tên lửa mỗi năm. Tháng 12 năm 2013 nhà máy đã có khả năng chế tạo được một tên lửa Falcon 9 mỗi tháng. Công ty còn lên kế hoạch tăng lên 18 tên lửa mỗi năm vào giữa 2014 và 24 tên lửa mỗi năm vào cuối 2014, và 40 lõi tên lửa mỗi năm vào cuối 2015.
Đến tháng 2 năm 2016, tốc độ sản xuất nêu trên vẫn chưa đạt được như đã dự tính; công ty tính rằng sản lượng lõi Falcon 9 chỉ vừa đạt đến 18 mỗi năm, và số lượng lõi tầng 1 mà họ có thể lắp ráp được gấp đôi từ ba đến sáu. Sản lượng được dự đoán sẽ tăng đến 30 lõi mỗi năm vào cuối 2016, nhưng đến tháng 8 năm 2016, SpaceX lại hướng đến mục tiêu 40 lõi mỗi năm - tiêu chuẩn đặt ra cho nhà máy vào năm 2013.

## Thiết kế
Falcon 9 là tên lửa quỹ đạo hai tầng sử dụng nhiên liệu LOX/RP-1, với khả năng tải đạt đến hạng nặng nhưng tên lửa chưa từng chở kiện hàng có khối lượng đạt đến mức đó. Cả hai tầng đều được trang bi động cơ Merlin-1D, chín động cơ tối ưu cho độ cao gần mực nước biển ở tầng một và một động cơ tối ưu cho môi trường chân không ở tầng hai. Các động cơ sử dụng hỗn hợp chất tự bắt lửa triethylaluminum-triethylborane (TEA-TEB) làm mồi. Động cơ tầng một được bố trí với cấu trúc Octaweb, xung quanh nó là bốn chân gập hạ cánh. Trong quá trình hạ cánh lõi tên lửa, SpaceX điều khiển đường bay bằng các cánh điều hướng chỉ bắt đầu hoạt động sau khi tách tầng. Khi tiếp cận điểm hạ cánh, bốn chân chống hạ xuống và lõi tên lửa từ từ tiếp đất.
Thùng nhiên liệu được làm bằng hợp kim Al-Li và được chế tạo nhờ công nghệ hàn ma sát xoay để đảm bảo độ bền tối đa. Thùng nhiên liệu tầng hai là phiên bản thu ngắn của tầng một với vật liệu, dụng cụ và kỹ thuật chế tạo hầu như giống nhau để tiết kiệm chi phí. Phần liên tầng một và hai được làm từ sợi cac-bon bọc nhôm, chứa các đai kẹp có thể tái sử dụng và hệ thống đẩy bằng hơi phục vụ cho quá trình tách tầng. Thiết kế ban đầu có 12 điểm gắn giữa hai tầng, đến phiên bản v1.1 thì giảm xuống chỉ còn ba.
Falcon 9 được trang bị nón mũi để bảo vệ kiện hàng là vệ tinh, trừ tàu Dragon. Nón mũi cao 13,1 m, đường kính 5,2 m và được cấu tạo từ lớp nhôm tổ ong phủ sợi cac-bon. SpaceX thiết kế và chế tạo chúng tại trụ sở ở Hawthorne, bang California; thử nghiệm về tiếng ồn đột ngột, rung động cơ học và mô phỏng điều kiện phóng tĩnh điện điện từ được tiến hành với một nguyên mẫu hoàn chỉnh trong buồng chân không tại Trung tâm Plum Brook của NASA, vào mùa xuân năm 2013.
Với thiết kế chịu lỗi, SpaceX trang bị nhiều hệ thống bay dự phòng cho tên lửa. Mỗi động cơ Merlin được điều khiển bởi ba máy tính theo nguyên tắc phiếu đa số (sử dụng kết quả trả về bởi nhiều máy tính nhất), mỗi máy tính có hai vi xử lý liên tục đối chiếu kết quả của nhau. Phần mềm chạy trên hệ điều hành Linux và được viết bằng C++. Để tăng tính linh hoạt, các linh kiện thương mại có sẵn và thiết kế chịu bức xạ được sử dụng thay vì các linh kiện chịu bức xạ. Mỗi một tầng của Falcon 9 đều có hệ thống điều khiển bay riêng với thiết kế chịu lỗi và dự phòng như các động cơ.

## Lịch sử phóng
Các phiên bản và biến thể của dòng Falcon 9 tổng cộng đã phóng 71 lần trong hơn 8 năm qua, bao gồm 69 nhiệm vụ thành công hoàn toàn (tỷ lệ 97,2%), 1 thất bại một phần (CRS-1 hoàn thành nhiệm vụ chính là tiếp tế cho ISS, nhiệm vụ phụ tên lửa đưa vệ tinh Orbcomm lên quỹ đạo thấp hơn dự kiến do vậy không thể sử dụng được ), 1 thất bại (tên lửa chở tàu CRS-7 nổ tung khi đang bay, tàu bị phá hủy khi rơi xuống biển). Ngoài ra 1 tên lửa chở vệ tinh Amos-6 của Israel nổ ngay trên bệ phóng khi đang thử động cơ do rò rỉ nhiên liệu trên động cơ chân không ở tầng thứ hai của tên lửa.
Phiên bản v1.0 được phóng 5 lần từ tháng 6 năm 2010 đến tháng 3 năm 2013, v1.1 15 lần từ tháng 9 năm 2013 đến tháng 1 năm 2016 và phiên bản mới nhất Full Thrust 50 lần từ tháng 12 năm 2015 đến nay, 18 lần tái sử dụng lõi tầng 1. Lần phóng tên lửa Falcon Heavy đầu tháng 2 năm 2018 tái sử dụng 2 lõi làm tầng tách ở 2 bên. Phiên bản nâng cấp Block 4 của Full Thrust bay lần đầu vào ngày 14 tháng 4 năm 2016, lần bay cuối cùng vào ngày 29 tháng 6 năm 2018. Phiên bản mới nhất và cuối cùng, Block 5, bay lần đầu ngày 11 tháng 5 năm 2018. Khác với lõi Block 4 chỉ dùng được 2 lần, lõi của Block 5 sẽ được tái sử dụng đến 10 lần.
Tổng cộng dòng tên lửa Falcon 9 (bao gồm Falcon Heavy) đã hạ cánh thành công 39 trên 46 lần (tỉ lệ 85%).

### Phiên bản
- v1.0
- v1.1
- Full Thrust
- Full Thrust (tái sử dụng)
- Block 5
- Block 5 (tái sử dụng)
- Falcon Heavy

### Nơi phóng
- Mũi Canaveral, LC-40
- Kennedy, LC-39A
- Vandenberg, SLC-4E

### Kết quả
- Bị phá hủy trước khi phóng
- Bị phá hủy khi đang bay
- Thất bại 1 phần
- Thành công

### Hạ cánh
- Trên đất liền thất bại
- Xuống tàu thất bại
- Xuống biển không kiểm soát
- Bằng dù thất bại
- Trên đất liền thành công
- Xuống tàu thành công
- Xuống biển có kiểm soát
- Không thực hiện hạ cánh

## Các phiên bản

Các dòng tên lửa Falcon 9 và biến thể Falcon Heavy

### Falcon 9 v1.0

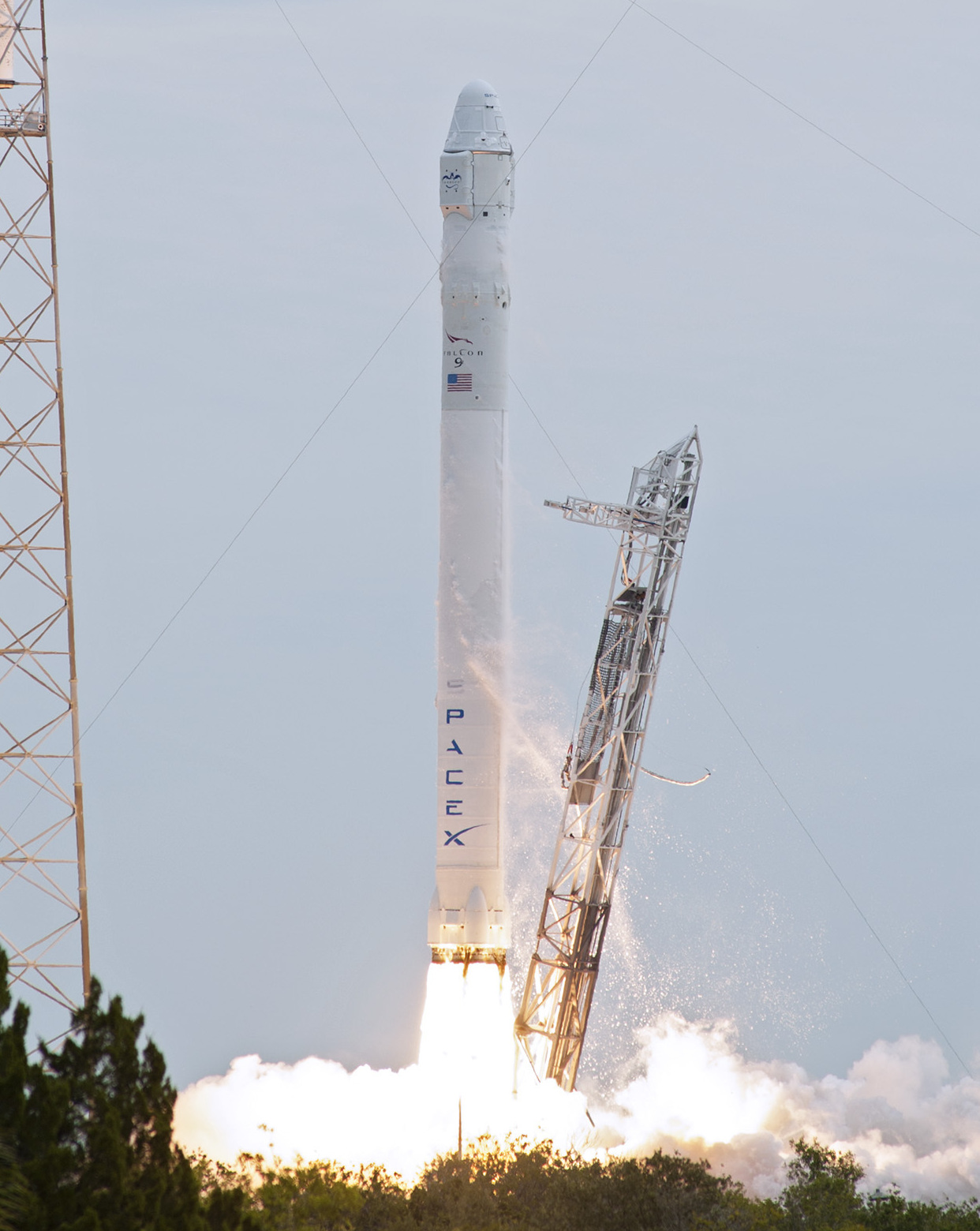
Falcon 9 v1.0 làm nhiệm vụ CRS-2 tiếp tế cho ISS (ngày 1 tháng 3 năm 2013)

Là phiên bản đầu tiên, v1.0 được phát triển từ 2005-2010. Nó được phóng lần đầu vào ngày 6 tháng 4 năm 2010 và trong khoảng 2010-2013 thực hiện 5 chuyến bay thành công khác trước khi cho ngừng sử dụng.
Tầng 1 bao gồm 9 động cơ Merlin 1C bố trí theo khối vuông 3x3. Mỗi 1 động cơ có sức đẩy 556 kN tại mực nước biển, tổng sức đẩy khi tên lửa rời bệ phóng là 5.000 kN. Tầng 2 gồm động cơ Merlin 1C thiết kế cho môi trường chân không với hệ số giãn nở là 117:1 và thời gian đốt (lí thuyết) là 345 giây. Hệ thống dùng van khí Ni-tơ để điều khiển đường bay.
SpaceX ban đầu hi vọng có thể tái sử dụng cả hai tầng tên lửa, nhưng việc bọc thêm lớp vỏ cách nhiệt và dùng dù cho việc hạ cánh không hiệu quả, do vậy họ phải từ bỏ phương án này. Thay vào đó, vào năm 2011, SpaceX bắt đầu tập trung nghiên cứu và thiết kế một mẫu Falcon 9 mới có thể tái sử dụng, chú trọng vào phần tầng 1.

### Falcon 9 v1.1

Bố trí động cơ của Falcon 9 v1.0 (trái) và v1.1 (phải)

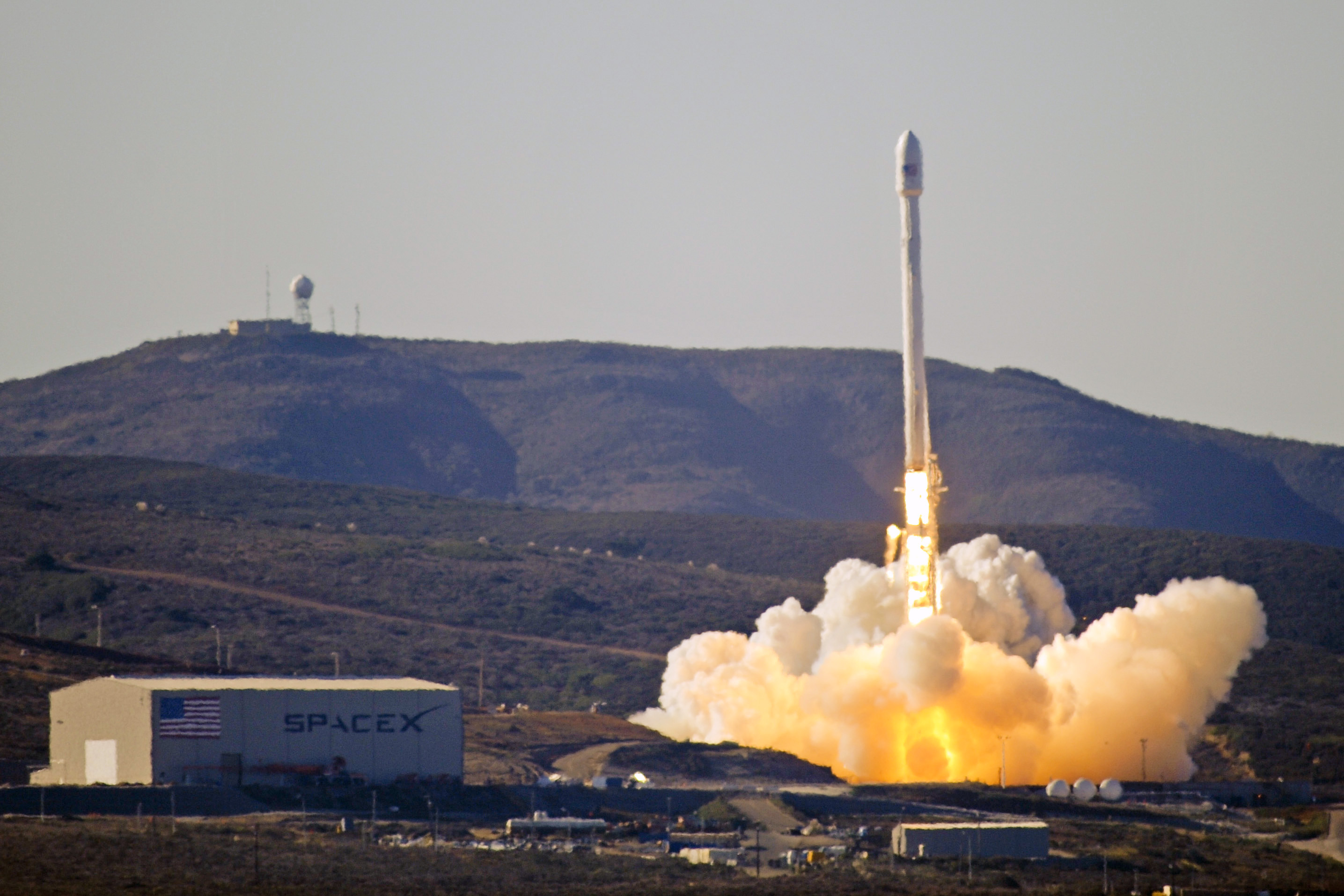
Lần phóng đầu tiên của phiên bản v1.1 từ căn cứ Vandenberg (tháng 9 năm 2013)

Còn có tên khác là Block 2, phiên bản này nặng hơn 60% và có sức đẩy mạnh hơn 60% so với v1.0. Thùng nhiên liệu của tầng 1 cũng dài hơn 60%, do vậy tên lửa dễ bị biến dạng hơn khi đang bay. Phiên bản v1.1 hoàn tất quá trình thử nghiệm vào tháng 7 năm 2013 và được phóng lần đầu tiên vào tháng 9 cùng năm.
Tầng 1 bao gồm 9 động cơ Merlin 1D, 8 động cơ làm thành hình bát giác đều bao quanh 1 động cơ ở trung tâm; gắn vào bộ khung kim loại mà SpaceX gọi là Octaweb, mục đích nhằm tinh giản quá trình sản xuất. Tổng lực đầy khi cất cánh là 5.885 kN, tăng lên đến 6.672 kN khi ra khỏi bầu khí quyển. Tên lửa nhờ đó có thể chở tới 13.150 kg hàng hóa. Số điểm liên kết giữa 2 tầng tên lửa giảm từ 12 xuống còn 3. Hệ thống phần cứng và phần mềm điều khiển cũng được cải thiện và nâng cấp. Kể từ lần phóng đầu tiên, phần ống dẫn chất mồi lửa của động cơ tầng 2 được cách nhiệt để hỗ trợ cho việc tái khởi động trong chân không sau quá trình "trượt" lên quỹ đạo.
Chủ tịch SpaceX Gwynne Shotwell tiết lộ phiên bản v1.1 thật ra có sức chở thực hơn 30% so với biểu giá, phần nhiên liệu còn lại được dành cho quá trình hạ cánh. Các lần phóng về sau, 4 càng hạ cánh bằng sợi carbon với chân chống bằng nhôm chỉ có thể mở ra được lắp đặt vào tầng 1 để thử nghiệm hạ cánh trên biển.

### Falcon 9 Full Thrust

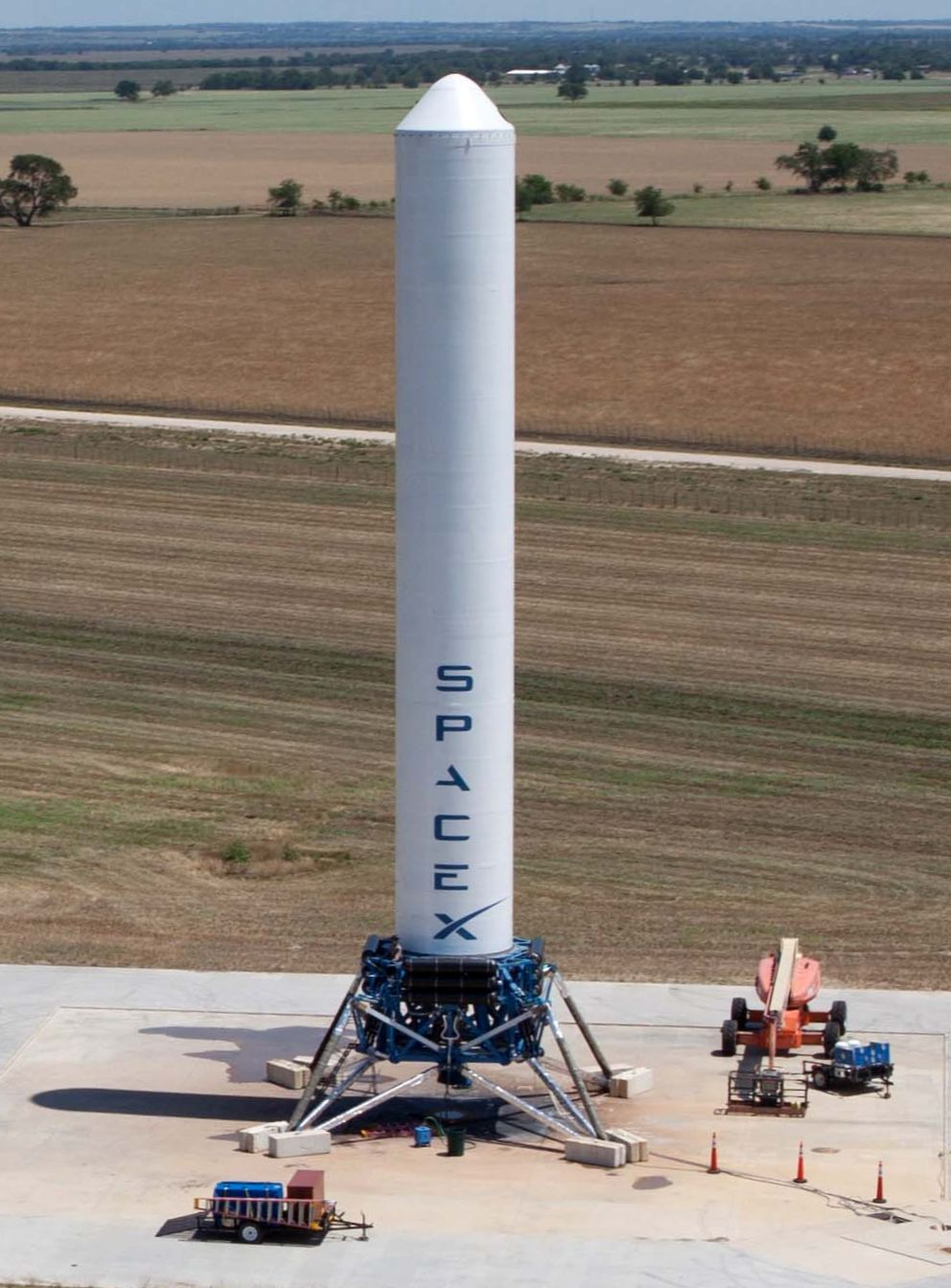
Nguyên mẫu Grasshopper (Châu chấu)

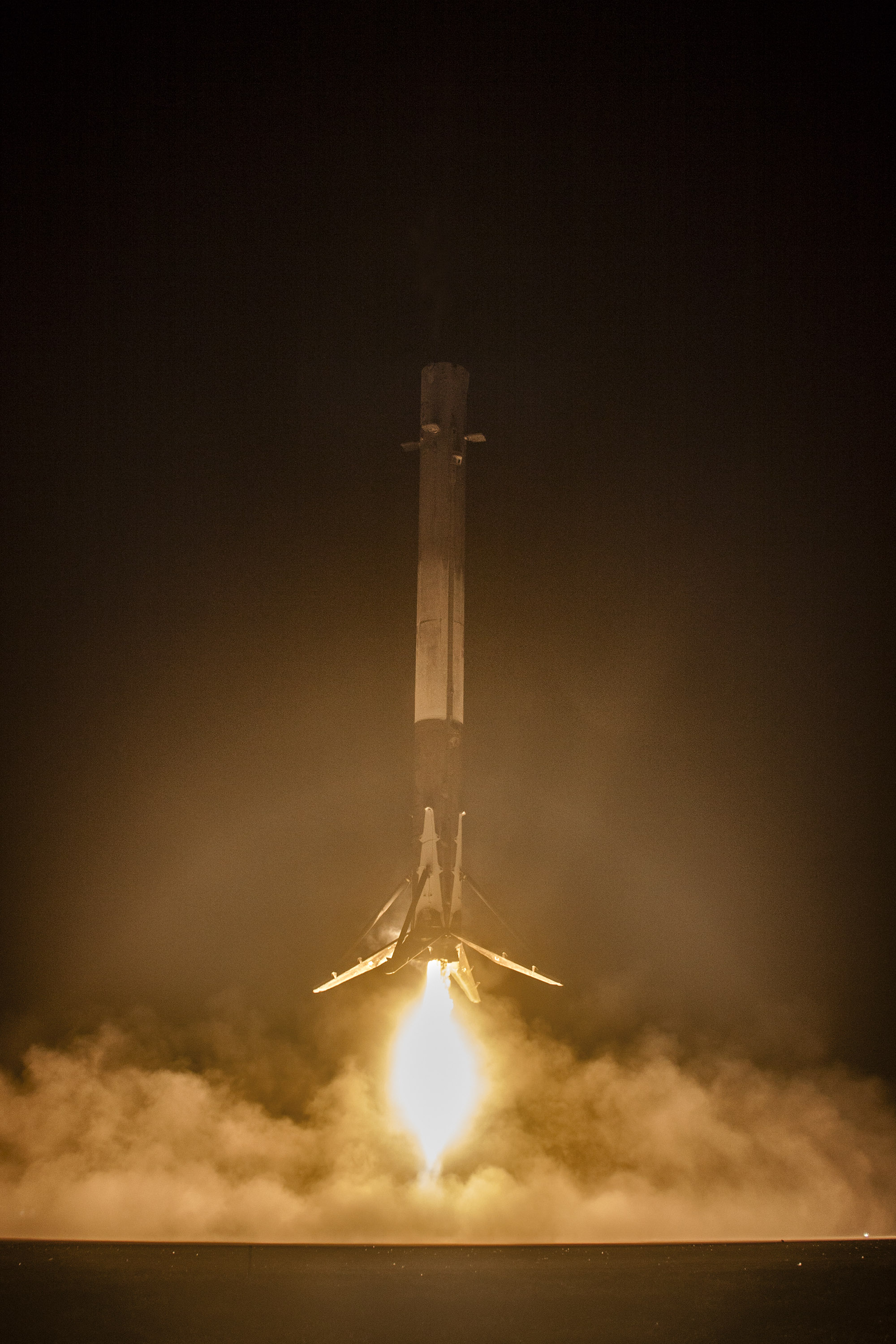
Lần hạ cánh thành công đầu tiên của Falcon 9

Phiên bản thứ 3 là "Full Thrust" (còn được gọi là Block 3, Falcon 9 v1.2, Enhanced Falcon 9, Full-Performance Falcon 9, và Falcon 9 Upgrade ) được phát triển trong giai đoạn 2014-2015 và hoàn thành nhiệm vụ đầu tiên vào tháng 12 năm 2015. Ban đầu được gọi là Falcon 9-R (R viết tắt cho Reusable-có thể tái sử dụng), phiên bản này là thành quả của Chương trình phát triển hệ thống phóng tái sử dụng của SpaceX, được trang bị các cải tiến công nghệ mới kế thừa từ nguyên mẫu Grasshopper (Châu chấu) và qua các cuộc thử nghiệm hạ cánh có kiểm soát của phiên bản v1.1; sau khi tách khỏi tầng 2, tầng 1 sẽ thực hiện hạ cánh xuống một sà lan tự hành với các nhiệm vụ lên GTO.
Mục đích chinh của thiết kế mới là đạt được khả năng chở các vệ tinh viễn thông khối lượng lớn lên GTO mà vẫn có thể hạ cánh và tái sử dụng cho lần phóng sau. Các thay đổi so với v1.1 bao gồm:
- Nhiên liệu LOX được làm lạnh xuống 66,5 K (−206,7 °C) và RP-1 xuống 266,5 K (−6,6 °C)[63] (làm tăng khối lượng riêng nên bình chứa được nhiều nhiên liệu hơn với thể tích giữ nguyên và tăng lưu lượng chảy xuống động cơ làm tăng lực đẩy).
- Lực đẩy của động cơ Merlin 1D tăng lên nhờ nhiên liệu được làm lạnh, nhờ đó khai thác được toàn bộ khả năng của động cơ[59].
- Nâng cấp cấu trúc tầng 1[59][64]
- Bình nhiên liệu tầng 2 dài hơn[59]
- Phần đỉnh tầng 1 nối với tầng 2 dài và chắc chắn hơn. Phần này chứa phễu xả động cơ tầng 2, hệ thống cánh và các van điều hướng[59][64].
- Thêm cơ cấu đẩy tầng 1 ra khỏi tầng 2 khi tách tầng[59].
- Thiết kế cánh điều hướng mới[59][64].
- Càng hạ cánh được nâng cấp[59][64].
- Khung gắn động cơ Octaweb có thay đổi nhỏ[59].
- Một số điều chỉnh làm giảm khối lượng tên lửa[65].
- Sau khi tên lửa chở vệ tinh Amos-6 bị nổ tung khi đang thử động cơ, các bình nén khí heli được gia cố lại để tránh bị rò rỉ khi Oxy lỏng áp suất cao hóa rắn tích tụ xung quanh trong quá trình nạp nhiên liệu[66].

Tên lửa mới cao hơn 1,2 m, chiều cao tổng cộng là 70 m tính đến đỉnh của nón mũi. Khả năng chở hàng nói chung được cải thiện 33%, cùng với đó là tỉ lệ lực đẩy/khối lượng động cơ tăng lên.
Phiên bản 2017 tích hợp thêm dù và động cơ cho đôi nón mũi để thử nghiệm thu hồi sau khi tách ra khỏi tên lửa, lần đầu tiên thành công ở nhiệm vụ SES-12 khi 1 trong 2 phần vỏ đáp xuống mặt biển nguyên vẹn.
Phần cánh điều hướng mới làm bằng titan (chịu nhiệt tốt hơn khi tái nhập bầu khí quyển, giúp việc điều khiển tên lửa ổn định hơn) thay thế cánh nhôm kể từ nhiệm vụ Iridium NEXT 11-20 ngày 25 tháng 6 năm 2017. Qua kiểm tra sau nhiệm vụ, Elon Musk tuyên bố "cánh điều hướng mới bằng titan tốt hơn cả mong đợi. Có thể sử dụng chúng cho vô số lần phóng mà không cần bảo dưỡng".

#### Block 4

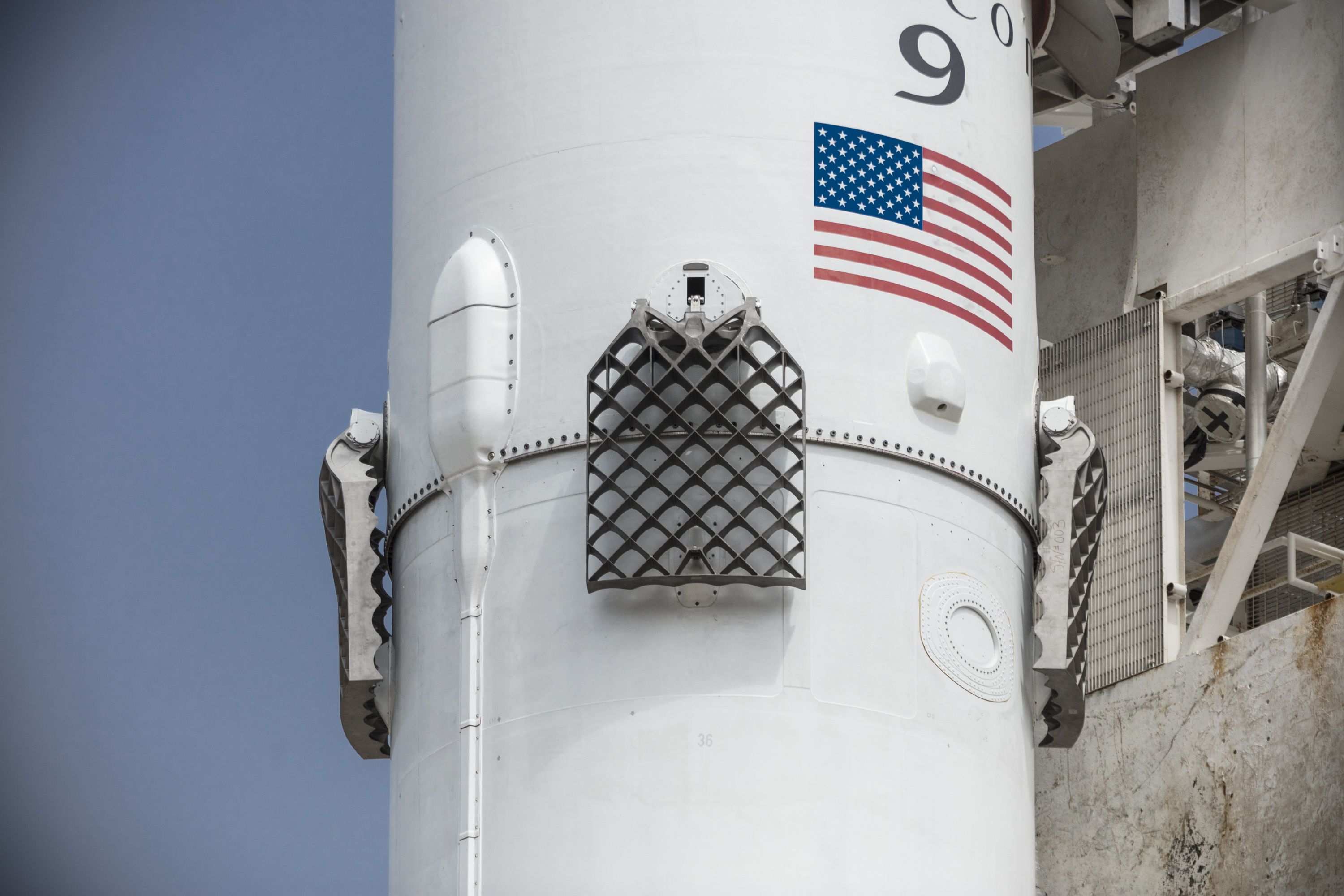
Hệ thống cánh điều hướng làm bằng titan

Phiên bản được đưa vào sử dụng năm 2017, là phiên bản quá độ giữa Block 3 và Block 5, với lực đẩy được tăng thêm. 3 nhiệm vụ đầu là NROL-76, Inmarsat-5 F4 vào tháng 5 và Intelsat 35e vào tháng 7 năm 2017 chỉ có tầng 2 được nâng cấp lên phiên bản Block 4. Tên lửa hoàn toàn Block 4 đầu tiên được phóng vào ngày 14 tháng 8 năm 2017, thực hiện nhiệm vụ CRS-12.

#### Block 5

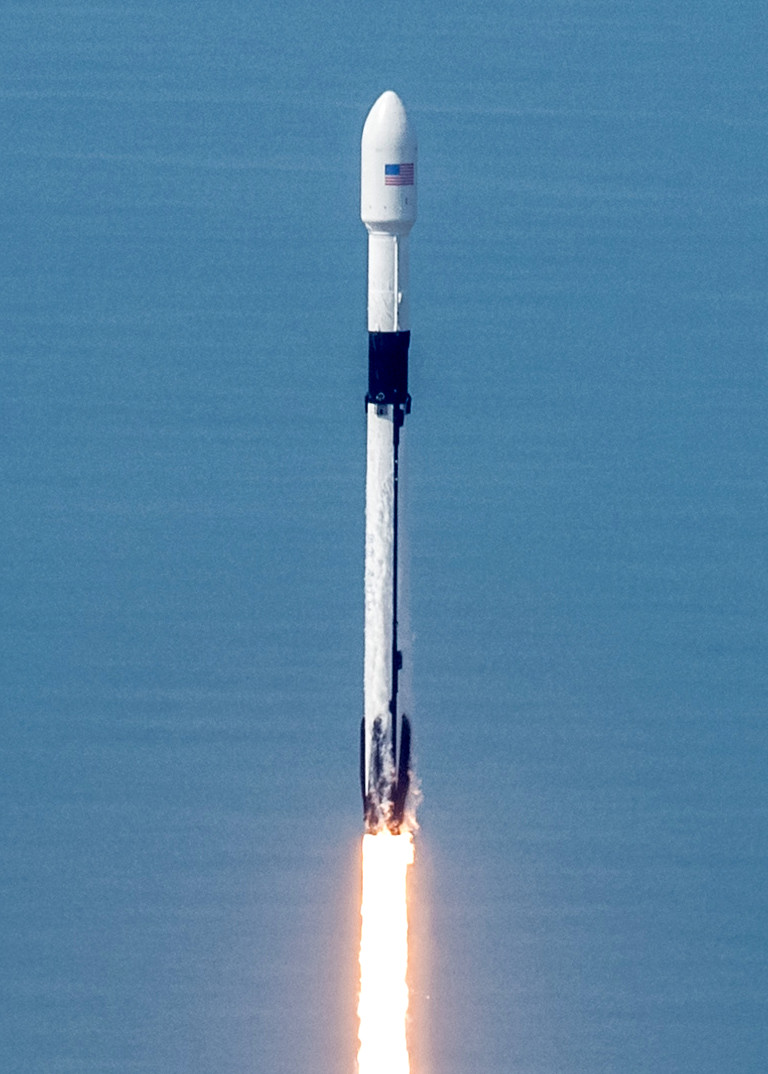
Phiên bản Block 5 của Falcon 9, với đặc điểm nổi bật là phần đỉnh của tầng 1 được sơn đen

SpaceX công bố phiên bản này vào năm 2017. Đây là phiên bản cuối cùng của dòng tên lửa Falcon 9, sau đó công ty sẽ tập trung phát triển tên lửa BFR có khả năng chở khách tới Sao Hỏa. Thay đổi lớn nhất so với Block 4 là lực đẩy động cơ tăng lên và các cải thiện về càng hạ cánh. Ngoài ra còn nhiều thay đổi nhỏ khác nhằm tinh giản quá trình thu hồi và tái sử dụng tầng 1. Mục đích chung của các thay đổi này làm tăng năng suất sản xuất lõi tên lửa và làm quá trình tái sử dụng hiệu quả hơn. Mục tiêu của SpaceX là tái sử dụng đến 10 lần tầng thứ nhất của Block 5 mà chỉ cần kiểm tra giữa các lần phóng, đến 100 lần nếu qua bảo dưỡng. Thời gian giữa các lần phóng sẽ rút xuống còn vài tuần, nếu cần thiết thì chỉ mất có 1 ngày. SpaceX dự định sẽ trình diễn khả năng tái sử dụng trong vòng 24 giờ muộn nhất là vào năm 2019.
Thiết kế của Block 5 nhằm đáp ứng các tiêu chuẩn của CCDev và an ninh hàng không vũ trụ quốc gia (National Security Space Launch) của chính phủ Hoa Kỳ. Các thay đổi bao gồm:
- Về khả năng tải:
  - Lực đẩy mỗi động cơ Merlin 1D tầng 1 tăng thêm 7-8% (từ 783 kN lên 845 kN), động cơ Merlin 1D thiết kế cho môi trường chân không của tầng 2 tăng thêm 5% (từ 934 kN lên 979 kN)[73]
  - Hệ thống điều khiển tối ưu hóa góc tấn khi hạ cánh, giảm nhiên liệu tiêu thụ trong quá trình này.[74]
- Về tăng độ bền cho quá trình tái sử dụng:
  - Lớp phủ cách nhiệt cho phần chân hạ cánh, đỉnh tầng một và phần rãnh dọc tên lửa nơi đi các dây và ống dẫn.[75]
  - Lá chắn nhiệt dưới chân tên lửa bảo vệ động cơ dùng được nhiều lần.[75]
- Về tăng tốc độ tái sử dụng:
  - Khung Octaweb được vít thay vì được hàn vào tên lửa.[72]
  - Chân hạ cánh có thể gập lại, thay vì phải tháo ra khi vận chuyển về nhà chứa.[72]

Block 5 được thiết kế đủ an toàn để chuyên chở phi hành gia. NASA sẽ cấp phép vận chuyển hành khách cho phiên bản này một khi hoàn thành tốt 7 nhiệm vụ liên tiếp. Chuyến bay thử không người đầu tiên với tàu Crew Dragon lên ISS đã được phóng vào tháng 3/2019
Block 5 được phóng thành công lần đầu vào 20:14 UTC ngày 11 tháng 5 năm 2018, đưa vệ tinh đầu tiên của Bangladesh là Bangabadhu-1 lên GTO nhằm phục vụ nhu cầu viễn thông của quốc gia này. Phiên bản này cũng mang theo vệ tinh nặng nhất từng được phóng là Telstar 19 Vantage (Khoảng hơn 7 tấn) lên GTO và hạ cánh thành công tầng 1 xuống xà lan Of Course I Still Love You tháng 7/2018.

## Nơi phóng và nơi hạ cánh

### Nơi phóng
Tính đến tháng 7 năm 2018, Falcon 9 được phóng từ 3 khu vực: Bệ phóng LC-39A tại Trung tâm Vũ trụ Kennedy, SLC-4E tại Căn cứ không quân Vandenberg và SLC-40 tại Trạm không quân Mũi Canaveral. Ngoài ra SpaceX đang xây dựng một khu phóng thương mại tại Boca Chica,Texas mà sẽ bắt đầu đi vào hoạt động vào năm 2019.

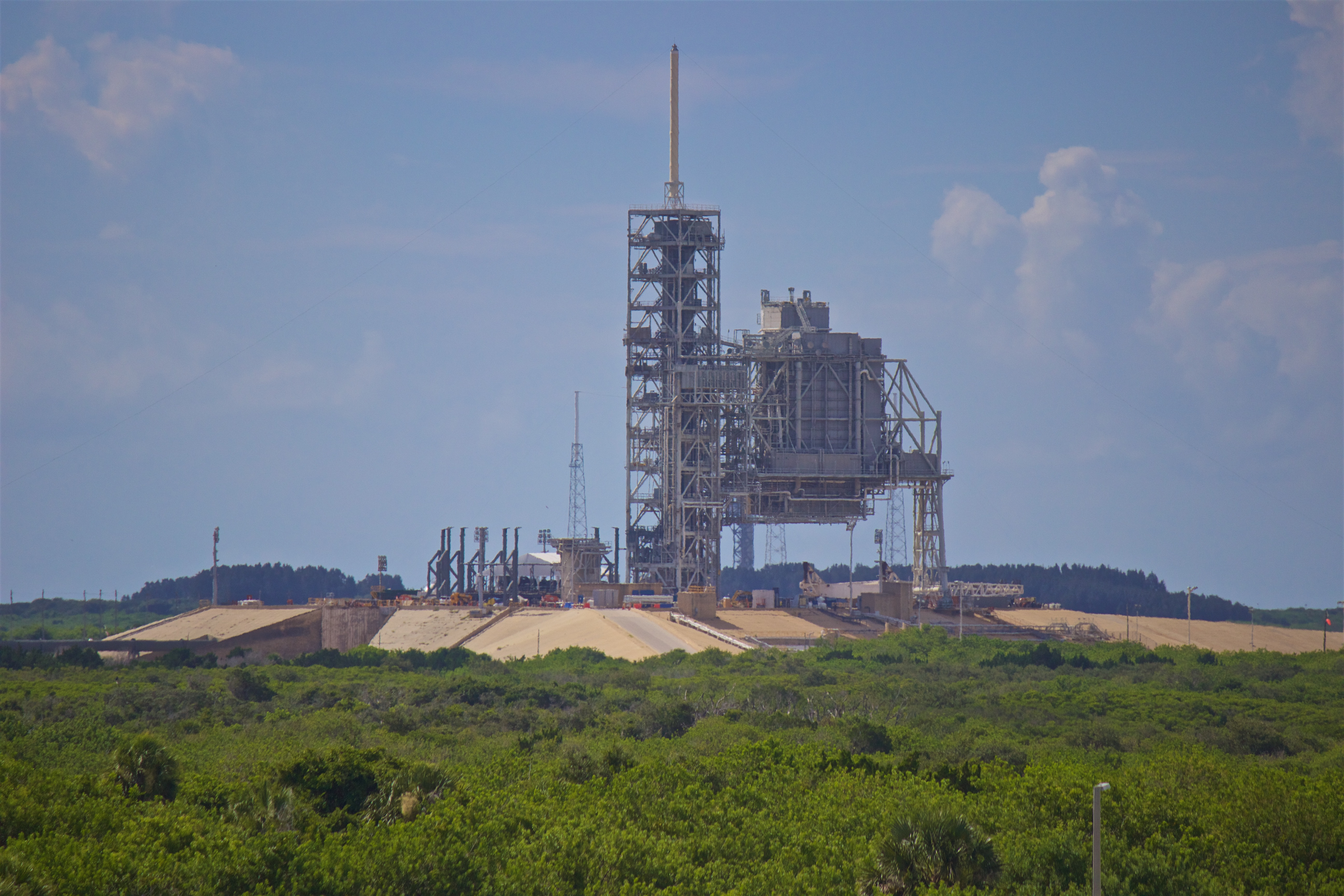
LC-39A, Trung tâm Vũ trụ Kennedy
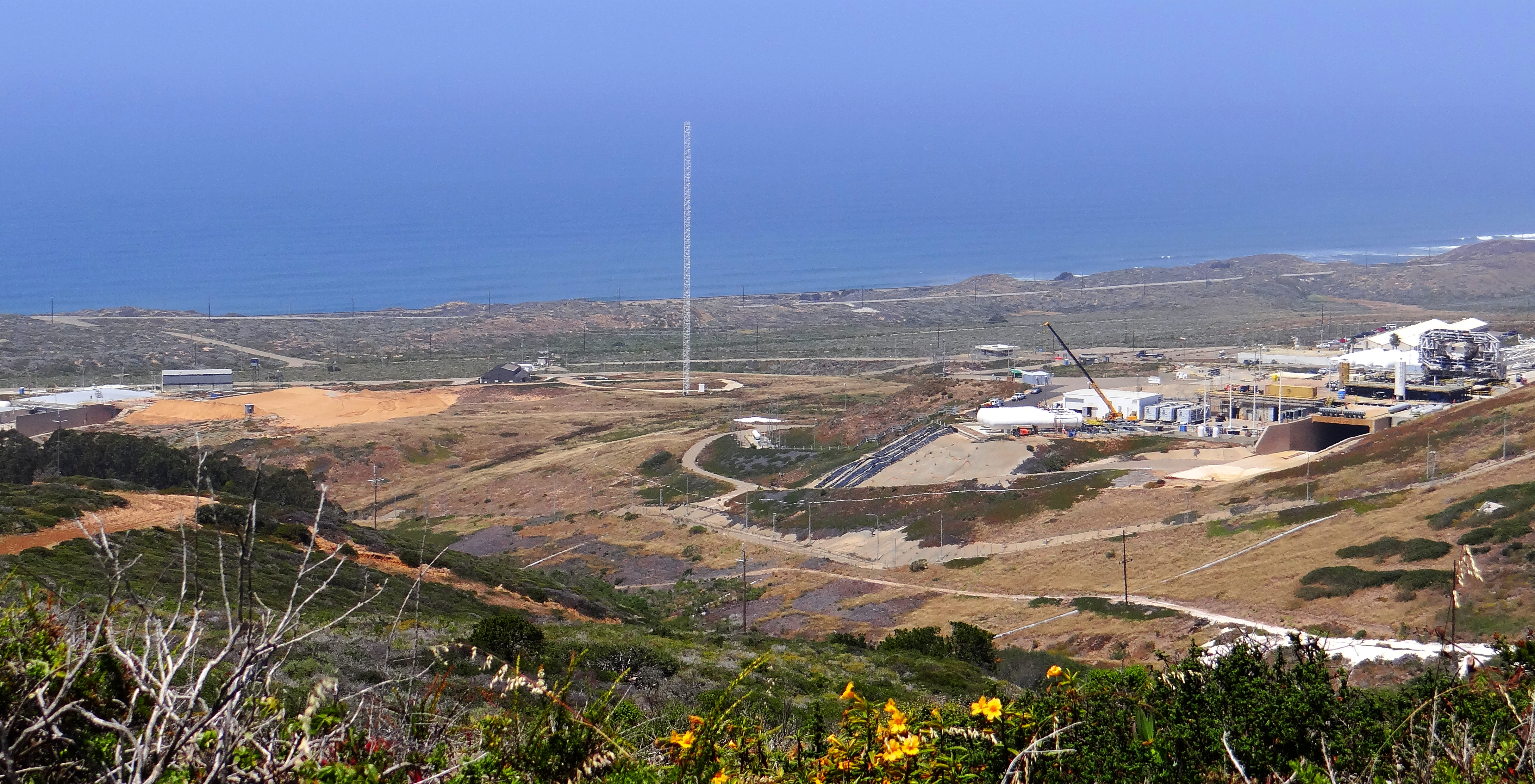
SLC-4E, Căn cứ không quân Vandenberg
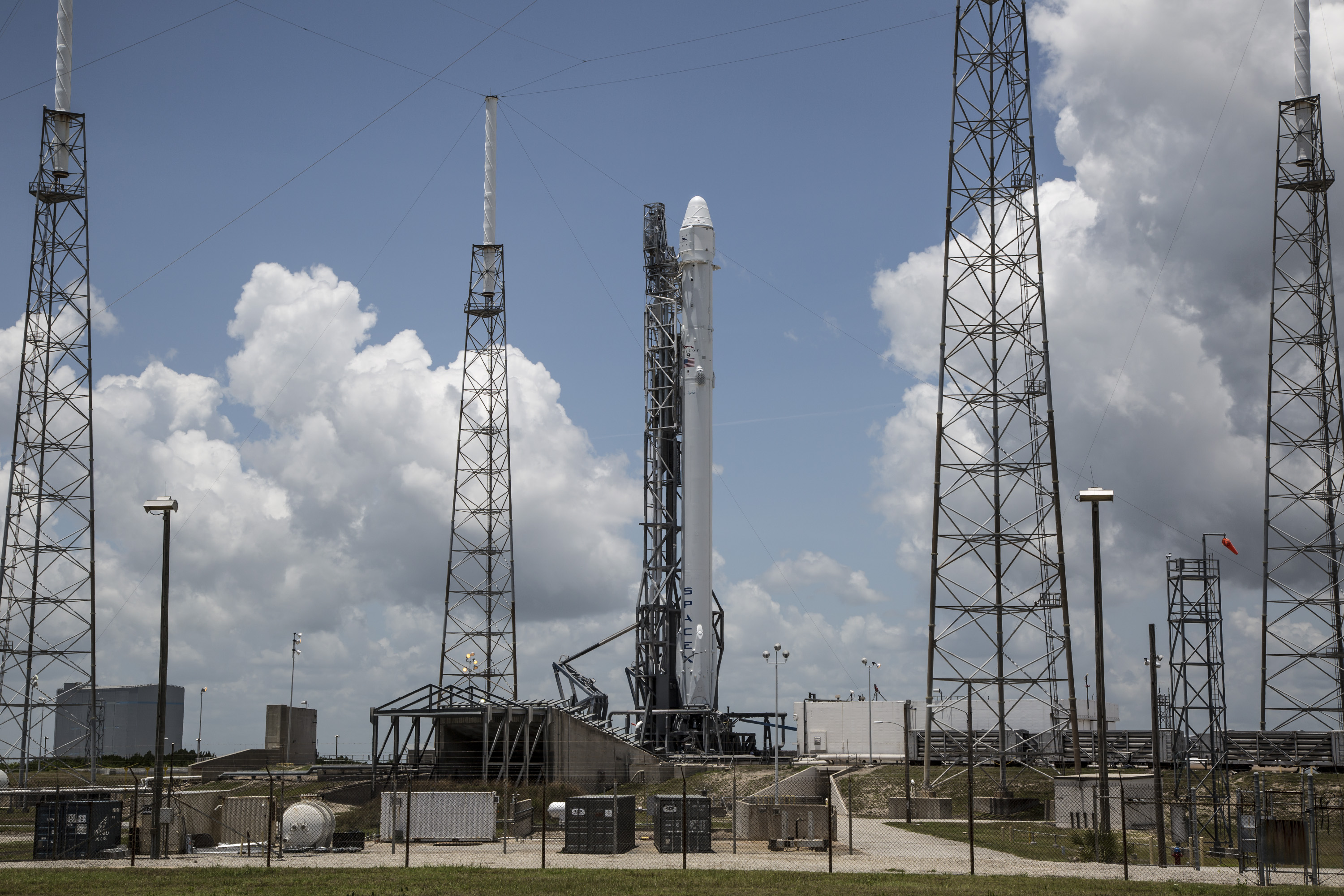
SLC-40, Trạm không quân Mũi Canaveral

### Nơi hạ cánh

#### Sà lan không người lái (Droneship)

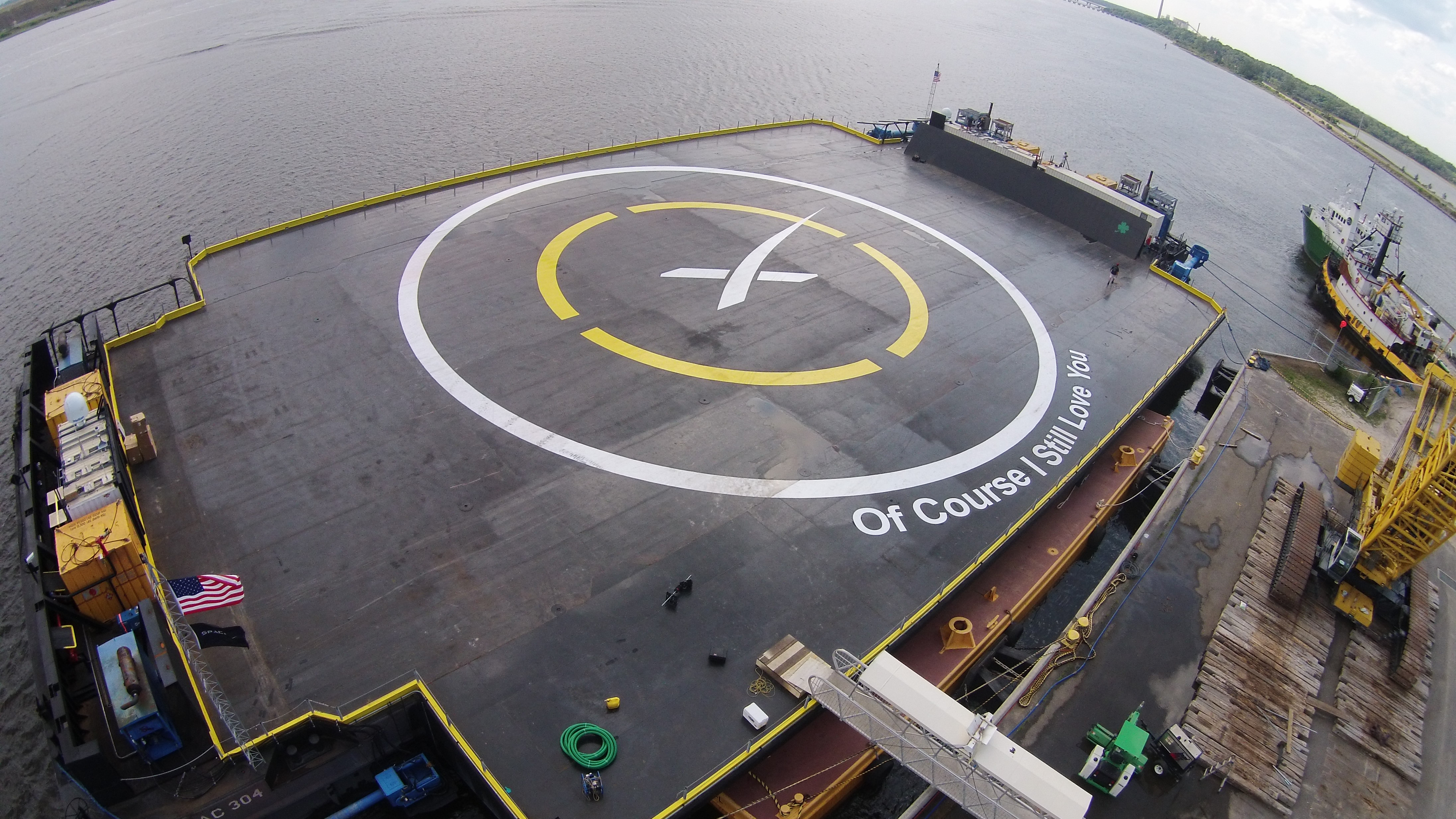
Sà lan Of Course I Still Love You (Tạm dịch: Dĩ nhiên tôi vẫn yêu bạn.)

SpaceX có hai sà làn hạ cánh tầng 1 của Falcon 9 trên biển gồm Of Course I Still Love You trên biển Đại Tây Dương và Just Read The Instruction trên biển Thái Bình Dương,và 1 sà lan có tên là A Short Fall Of Gravitas dự kiến sẽ được xây dựng

#### Bãi hạ cánh trên đất liền (Landing Zone)

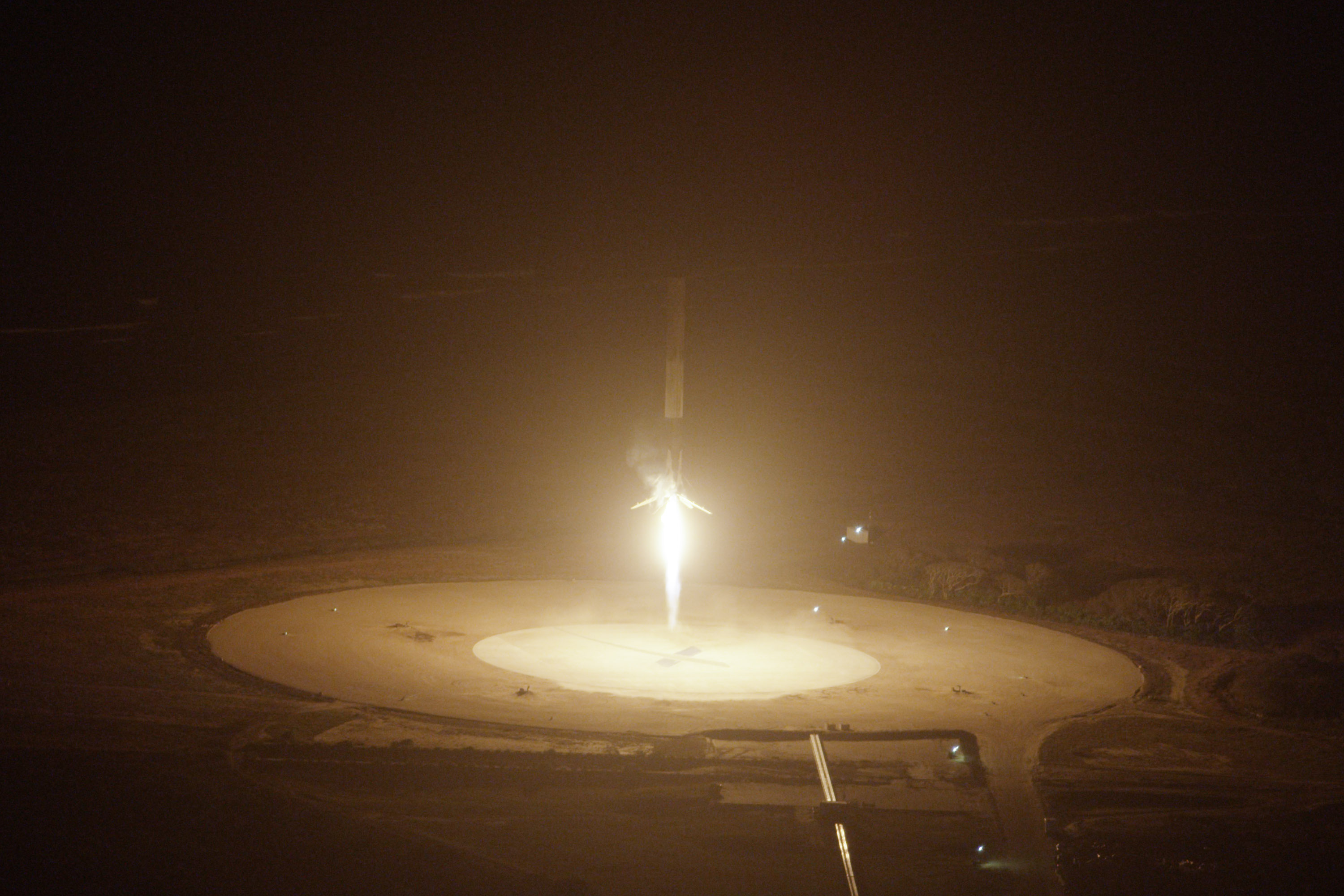
Bãi hạ cánh LZ1 trong lần hạ cánh thành công đầu tiên của Falcon 9 (ngày 22 tháng 12 năm 2015)

Trên đất liền, tại Trạm Không quân Mũi Canaveral, SpaceX đang có 3 bãi hạ cánh trên đất liền bao gồm Landing Zone 1 (LZ1), Landing Zone 2 (LZ2) ở Trạm không quân Mũi Canaveral và Landing Zone 4 (LZ4) tại Căn cứ không quân Vandeberg.

#### Hạ cánh phần bảo vệ khối hàng (Payload Fairing)
SpaceX đang thử nghiệm bắt chóp hình nón bảo vệ(fairing) bằng tàu mang tên GO MS. Tree (trước đây là Mr. Steven) và tàu GO MS. Chief